# Lucien Laroche
Lucien Laroche, né le 28 mars 1855 à Savenay et mort le 3 mars 1912 à Vannes, est un luthier, professeur de musique et organiste français ainsi qu'une personnalité culturelle vannetaise.

## Biographie
Lucien Laroche est le fils d'Alexandre-Paul Laroche, fabricant de chocolat à Tours puis professeur de musique à Vannes, et de Caroline-Clémence Seguier-Plessis. Originaire de Paimbœuf, il s'installe à Vannes dans les années 1880 où il ouvre une boutique de distribution et de réparation d'instruments de musique : Aux Bardes & Sonneurs de Bretagne.
Personnalité locale incontournable, il cumule les engagements : président de la Société des régates, président de la station vannetaise des Hospitaliers-Sauveteurs Bretons, membre fondateur du syndicat d'initiative, membre fondateur de la Compagnie vannetaise de navigation, membre fondateur des Amis de Vannes et premier président. Passionné par la musique, il est directeur de la société lyrique l'Athénée musical et de l'ensemble Philharmonique. Il fonde le conservatoire de Vannes en 1908.
Vie privée
Lucien Laroche épouse Marie-Louise Robert avec qui il a quatre enfants (Alain-Lucien, Aven, Yane-Armelle et Odette). Sa benjamine, Odette, épousera Jules-Stanislas Ostermeyer, et aura une fille, Micheline Ostermeyer, athlète et pianiste.